# Crédito fiscal

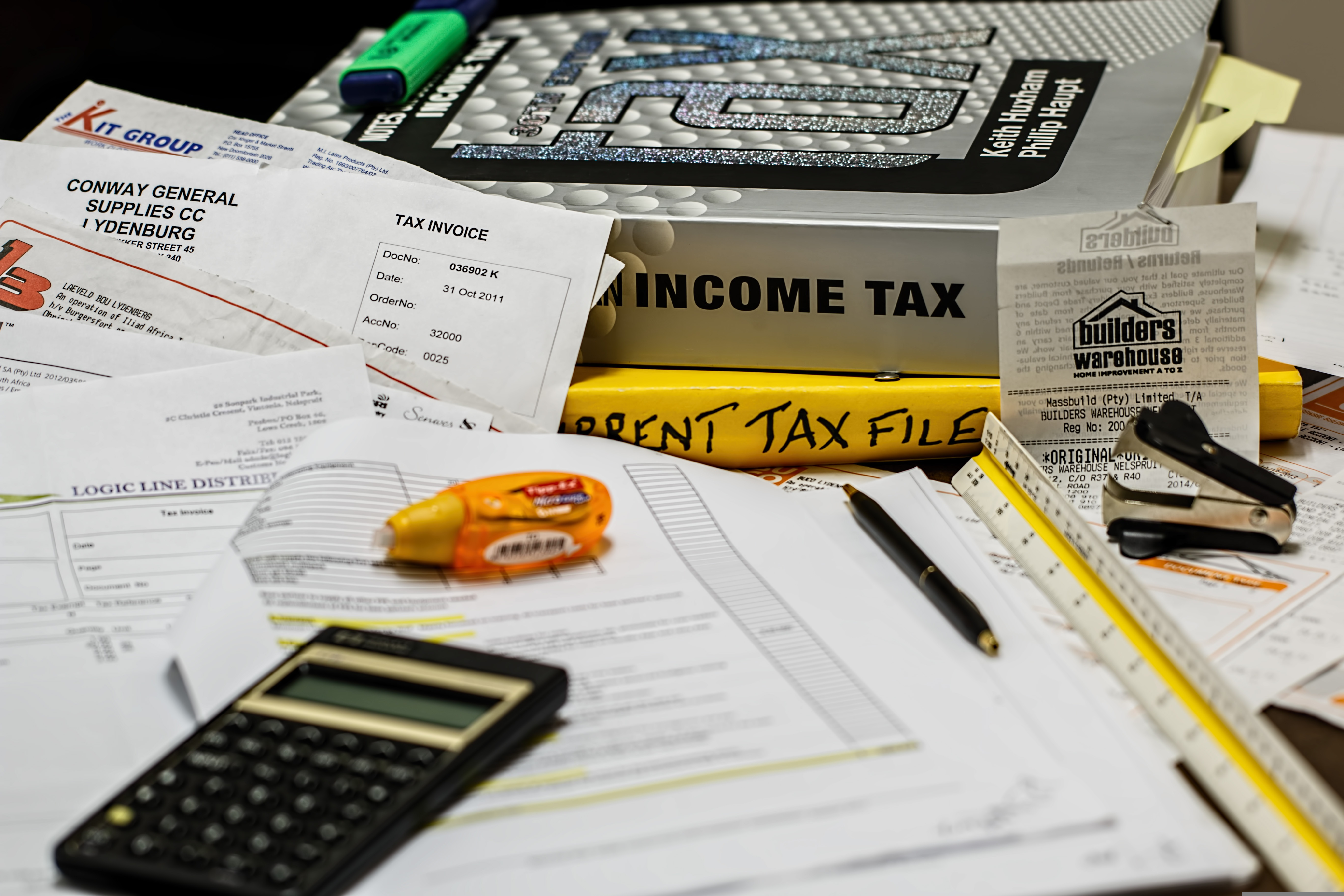
Elementos para el cálculo de los impuestos que se deben pagar. A la hora de pagar impuestos es importante tener en cuenta los créditos fiscales a los que se puede tener derecho.

En una visión anglosajona, un crédito fiscal es un incentivo fiscal que permite a ciertos contribuyentes restar el importe de este crédito del total que deben al Estado. De forma más simple, un crédito fiscal es el dinero que una persona física o jurídica puede ahorrarse a la hora de pagar sus impuestos. En el Diccionario panhispánico del español jurídico, la Real Academia Española lo define como «incentivo fiscal consistente en bonificaciones o deducciones que minoran directamente la cuantía de la cuota a satisfacer por el tributo de que se trate». Conceptos relacionados son la deducción de impuestos, el beneficio fiscal (que incluye la desgravación) y la exención fiscal.

## Reembolsable o no reembolsable
Un crédito fiscal reembolsable es aquel en el que, si el crédito excede los impuestos adeudados, el Estado devuelve al contribuyente la diferencia. En otras palabras, posibilita que, a la hora de pagar impuestos, en realidad se cobre dinero. Por ejemplo, si un contribuyente, en un período determinado, estaría obligado a pagar 100 dólares (̩$), pero, por las razones establecidas en la normativa tributaria aplicable (pérdidas de inversiones, fusiones, etc.), dispone de un crédito fiscal de 300 $ aplicable a ese período, entonces, si el contribuyente lo declara correctamente, el Estado le tiene que devolver 200 $.
Con un crédito fiscal no reembolsable, si el crédito excede los impuestos adeudados, el contribuyente no paga nada, pero no recibe la diferencia. En el caso anterior, si el crédito fiscal fuera no reembolsable, y por importe de 300 $, el contribuyente, obligado inicialmente a pagar 100 $, terminaría pagando 0 $. Dependiendo del país y de la normativa aplicable, podría reservar el sobrante de 200 $ como crédito fiscal para ejercicios (en su sentido de año fiscal) futuros.

## Diferencias entre un crédito normal y un crédito fiscal
El crédito normal, préstamo o empréstito lo solicita un cliente a su banco. El banco estudia la solicitud y puede aceptarla o rechazarla. Si la acepta, da el dinero al cliente, y este debe devolverlo, con intereses, en el plazo acordado. En cambio, cuando un contribuyente, por considerar que cumple determinadas condiciones establecidas en la normativa, solicita al Estado un crédito fiscal, el Estado debe concederlo (es decir, no tiene libertad para concederlo o denegarlo según considere; solo puede denegarlo si dictamina motivadamente que, en realidad, el solicitante no cumple las condiciones establecidas). Cuando el Estado concede a un contribuyente un crédito fiscal, el contribuyente no tiene que devolverlo ni pagar intereses por él; solo tendría que devolverlo si se demostrara que no cumplía las condiciones establecidas, afrontando, además, una posible sanción.

## Crédito para pagos
Muchos sistemas se refieren a los impuestos pagados indirectamente, como los impuestos retenidos a los trabajadores por sus empresas (retenciones) —e ingresados por esas empresas en Hacienda—, como créditos en lugar de pagos anticipados. En tales casos, el crédito fiscal es invariablemente reembolsable (si se ha retenido de más, siempre se devuelve al contribuyente). Las formas más comunes de dichos montos son la retención de impuestos sobre la renta en la nómina o PAYE (siglas en inglés de Pay As You Earn), la retención de impuestos en la fuente sobre pagos a no residentes y los créditos de entrada para el impuesto al valor agregado. Como se verá, puede ser una cuestión de nomenclatura. Países que utilizan el mismo idioma llaman al mismo concepto fiscal de forma diferente. Por ejemplo, lo que en Argentina es la Dirección General Impositiva, en España es la Agencia Estatal de Administración Tributaria. Asimismo, la normativa tributaria y los conceptos fiscales de diferentes países que usan el mismo idioma pueden ser bastante dispares. En el caso de que los países empleen idiomas distintos, las diferencias pueden acentuarse. Un concepto en un idioma, por ejemplo value added tax en inglés, puede traducirse a otro de varias formasː en español, impuesto sobre el valor añadido o impuesto sobre el valor agregado. Alguien que no lo sepa puede pensar que se trata de conceptos diferentes.

## Créditos fiscales sobre la renta de las personas físicas
Los sistemas de impuesto sobre la renta a menudo otorgan diferentes créditos fiscales a las personas. Pueden ser para todos los contribuyentes, como el mínimo personal y familiar en España (que estrictamente no es un crédito fiscal, sino la parte de la renta exenta de tributación), o para determinados grupos de ellos, como las familias numerosas.

### Subsidios para bajos ingresos
Varios sistemas de impuestos sobre la renta proporcionan subsidios  a las personas con ingresos más bajos. Generalmente en español esto no se denominará "crédito fiscal", sino impuesto negativo sobre la renta. En otros países, como España, los contribuyentes de bajos ingresos no tienen obligación de hacer la declaración de la renta y además, dependiendo de sus circunstancias, pueden tener derecho al ingreso mínimo vital. En otros países este concepto se denomina renta mínima de inserción, salario social, etc.

#### Reino Unido
En el Reino Unido, los "créditos fiscales" (tax credits) eran  una forma de pago de apoyo sujeto a prueba de los recursos de los que dispone el contribuyente. No tienen ninguna relación con la cantidad de impuestos que abona el receptor, e incluso podían pagarse a quienes no abonan ningún impuesto.  El Crédito Tributario por Hijos (en español suele designarse este concepto como "ayuda por hijos" o "deducción por hijos"; un ejemplo famoso fue el cheque bebé) y el Crédito Tributario por Trabajo se pagaban directamente en la cuenta bancaria del solicitante. En circunstancias excepcionales, se podían pagar mediante un cheque. Sin embargo, los pagos podían detenerse si no se proporcionan los detalles de la cuenta.
Se paga un nivel mínimo de créditos fiscales por hijo a todas las personas o parejas con hijos, hasta un determinado límite de ingresos. La cantidad real de ayudas fiscales por hijos que una persona puede recibir depende de estos factores: el nivel de sus ingresos, la cantidad de hijos que tiene, si los hijos reciben el Subsidio por Incapacidad para la Vida Diaria y el estado educativo de los hijos mayores de dieciséis años. Desde 2018, el Crédito Tributario por Hijos ha sido reemplazado en el Reino Unido por el Crédito Universal para la mayoría de las personas.
El Crédito Fiscal al Trabajo se paga a las personas solteras con bajos ingresos, con o sin hijos, que tengan 25 años o más y trabajen más de 30 horas por semana, y también a las parejas sin hijos, al menos uno de los cuales tenga más de 25 años, siempre que al menos uno de ellos trabaje 30 horas por semana. Si el solicitante tiene hijos, podría solicitar el Crédito Fiscal por Trabajo a partir de los dieciséis años, siempre que trabaje al menos dieciséis horas por semana.  Está siendo reemplazado por el Crédito Universal.
El Reino Unido decidió limitar (topar) estos mecanismos que llamaba tax credits, lo que según muchas fuentes afectó desproporcionadamente a las familias más pobres. Una encuesta realizada por la organización End Child Poverty (Terminar con la Pobreza Infantil) estimó que aproximadamente 1,5 millones de padres habían reducido el gasto en productos básicos como alimentos y combustible. Según Gavin Kelly, de la Resolution Foundation, los créditos fiscales ayudaban a mejorar el nivel de vida de los trabajadores mal pagados. Escribió en el New Statesman : «Quizás el mayor error sea la idea de moda de que, si se recortan los créditos fiscales, los empleadores, de alguna manera decidirán ofrecer aumentos salariales para compensar. Esta es una economía de bar defendida por algunos tanto de la izquierda como de la derecha».
El 15 de septiembre de 2015, la Cámara de los Comunes votó  a favor de reducir los umbrales de los créditos fiscales, una ley que entró en vigor el 6 de abril de 2016. [cita requerida] Los opositores afirmaron que perjudicaría a quienes tienen bajos ingresos. Simon Hopkins, director ejecutivo de la organización benéfica Turn2us, comentó: «La votación de hoy en la Cámara de los Comunes significará una cosa para muchas de las familias trabajadoras más pobres del Reino Unido: se empobrecerán aún más. Los créditos fiscales son una fuente vital de ingresos para quienes tienen salarios bajos y, para muchos, representan una parte sustancial de sus ingresos mensuales».
El Instituto de Estudios Fiscales (IFS) británico (no confundir con el Instituto de Estudios Fiscales español, IEF) apoyó la opinión de la oposición de que los efectos de los cambios reducirían desproporcionadamente los ingresos de las familias pobres, incluso teniendo en cuenta las reducciones en el impuesto a la renta y un aumento del salario mínimo nacional. El gobierno respondió que el sistema de créditos fiscales se había utilizado durante demasiado tiempo para subsidiar los salarios bajos y que los cambios harían que el gasto total en créditos fiscales volviera a los niveles más sostenibles observados en 2007-2008.
El 26 de octubre de 2015, la Cámara de los Lores apoyó una moción de la baronesa Meacher para retrasar la imposición de los recortes hasta que la Cámara de los Comunes pudiera realizar un nuevo análisis de sus efectos.
Este sistema de "créditos fiscales" finalizó el 5 de abril de 2025. No se podrán realizar nuevas peticiones ni se efectuarán más pagos. 

#### Estados Unidos
El sistema impositivo estadounidense otorga los siguientes créditos fiscales para personas de bajos ingresos:
- Crédito por ingresos del trabajo: este crédito reembolsable se otorga por un porcentaje de los ingresos ganados por una persona de bajos ingresos. El crédito se calcula y limita en función del número de hijos que califican, si los hubiera. Este crédito está indexado a la inflación y se elimina gradualmente a partir de ingresos superiores a una cierta cantidad. Para 2016, el crédito máximo fue de 6 269 $ para contribuyentes con 3 o más hijos calificados.
- Crédito para personas mayores y discapacitadas: un crédito no reembolsable de 3 750 a 7 500 $ a partir de 2025.[13]
- Crédito por contribución a los ahorros para la jubilación: un crédito no reembolsable de hasta el 50 % por hasta 2 000 $ de contribuciones a planes de ahorro para la jubilación calificados, como las IRA (incluyendo Roth, SEP e IRA ), los planes 401(k) / 403(b) / 457 y el Plan de Ahorro para el Retiro; eliminado gradualmente a partir (para el año fiscal 2014) de ingresos superiores a 18 000 $ para declaraciones individuales, 27 000 para cabezas de familia y 36 000 $ para declaraciones conjuntas.
- Crédito de intereses hipotecarios: un crédito no reembolsable que puede estar limitado a 2 000 $, otorgado bajo programas hipotecarios específicos.
- Crédito fiscal para seguro de salud: este crédito reembolsable se proporciona a personas y familias que obtienen pólizas de seguro médico a través de bolsas de estos seguros (un sistema que existe en Estados Unidos; en otros países lo habitual es que el beneficiario de un seguro médico lo contrate directamente con la aseguradora), y cuyos ingresos se encuentran entre el 100 y el 400 % de la línea de pobreza federal aplicable. Se introdujo por primera vez en el año fiscal 2014.

#### Canadá
En Canadá se ofrecen varios tipos diferentes de créditos fiscales sobre la renta:
- Subsidio por hijos: un pago mensual libre de impuestos para familias que crían niños menores de 18 años.[14]
- Crédito para cuidadores: crédito no reembolsable para apoyar a un cónyuge, pareja de hecho o dependiente con una discapacidad física o mental.[15]
- Prestación para trabajadores de Canadá: un crédito reembolsable para trabajadores de bajos ingresos.[16]
- Crédito fiscal por discapacidad: un crédito fiscal no reembolsable que ayuda a las personas con discapacidad, o a los miembros de su familia que los apoyan, a reducir la cantidad de impuesto a la renta que podrían tener que pagar.[17]
- Crédito para capacitación: crédito fiscal reembolsable disponible para ayudar a los canadienses con el importe de las cuotas de capacitación elegibles.[18]
- Crédito para accesibilidad del hogar: un crédito fiscal no reembolsable para ayudar con el coste de hacer que el hogar de una persona sea accesible.[19]
- Crédito por gastos médicos: un crédito fiscal no reembolsable que una persona puede reclamar para sí misma, su cónyuge o pareja de hecho u otros dependientes, incluidos sus hijos o los hijos de su cónyuge o pareja de hecho.[20]

### Alivio familiar
Algunos sistemas otorgan créditos fiscales a las familias con hijos. Estos créditos pueden ser por niño o como crédito para gastos de cuidado infantil.
El sistema estadounidense ofrece los siguientes créditos fiscales no reembolsables relacionados con la familia (además de una deducción fiscal por cada hijo dependiente):
- Crédito por hijo: los padres de hijos menores de 17 años al final del año fiscal pueden solicitar un crédito de hasta 1 000 $ por cada hijo en esa situación (hijo calificado). Este crédito es una reducción de la obligación tributaria y puede figurar en la Línea 51 del Formulario 1040. Por cada 1 000 $ de ingreso bruto ajustado por encima del límite (110 000 $ para contribuyentes casados que presentan una declaración conjunta; 75 000 $ para contribuyentes solteros), el monto de este crédito disminuye en 50 $.
- Crédito por cuidado de hijos y dependientes: los contribuyentes pueden reclamar un crédito de hasta 3 000 $ de gastos elegibles (los especificados en la normativa tributaria) por el cuidado de un niño menor de 13 años con el fin de buscar o mantener un empleo remunerado. Sin embargo, si uno de los padres se queda en casa a tiempo completo, ningún coste de cuidado infantil es elegible para este crédito.
- Crédito para gastos de adopción: un crédito de hasta 10 000 $, que se reduce gradualmente a medida que aumentan los ingresos. El contribuyente que haya incurrido en gastos de adopción calificados en 2011 pudo reclamar un crédito de 13 360 $ contra los impuestos que debió pagar en ese ejercicio, o que se eximieran de impuestos hasta 13 360 $ de pagos o reembolsos que hubiera recibido de su empleador por gastos de adopción. Para el año 2012, el monto del crédito disminuyó a 12 650 $, y en 2013, a 5 000 $.

### Subsidios a la educación, la energía y otros
Algunos sistemas tributarios subsidian indirectamente la educación y gastos similares a través de créditos fiscales.
El sistema estadounidense tiene los siguientes créditos no reembolsables:
- Dos créditos mutuamente excluyentes para matrícula calificada y gastos relacionados. El Crédito Fiscal por Oportunidad Estadounidense es el 100 % de los primeros 2 000 $ y el 25 % de los siguientes 4 000 $ de gastos de matrícula calificados por año durante hasta 2 años. El Crédito por Aprendizaje Permanente  asciende al 20 % de los primeros 10 000 $ de gastos acumulados. Estos créditos se reducen gradualmente a partir de ingresos superiores a 50 000 $ (100 000 $ para declaraciones conjuntas) en 2009. Los gastos por los cuales se solicita un crédito fiscal no son elegibles para la deducción fiscal.
- Crédito para compradores de la primera vivienda antes del 30 de septiembre de 2010ː hasta 7 500 $.
- Créditos para compra de ciertas propiedades energéticas no comerciales y eficiencia energética residencial. Se aplican varios créditos con diferentes reglas.[21]

## Créditos fiscales para empresas
Muchos sistemas ofrecen diversos incentivos para que las empresas realicen inversiones en propiedades u operen en áreas específicas. Se pueden ofrecer créditos contra impuestos sobre la renta o sobre la propiedad (como el Impuesto sobre bienes inmuebles, IBI) y, por lo general, no son reembolsables. Los créditos podrán ofrecerse tanto a personas físicas como a jurídicas. El montante y objeto de estos créditos varía mucho según los países y el año fiscal, porque los gobiernos se sirven de estas bonificaciones fiscales para estimular determinada actividad en el año en que se conceden. Esta actividad puede ser la natalidad, la digitalización, la eficiencia energética, etc. Debe recordarse que la finalidad de la política tributaria (o política impositiva, dentro de la política fiscal) no es solamente recaudar lo suficiente para sostener el Estado, sino también orientar la economía según los objetivos de la política económica. Por ello se gravan fuertemente actividades que se consideran indeseables, como el tabaco y el alcohol, y se desgravan (se conceden créditos fiscales a) las tenidas por deseables, como la energía renovable.

### Estados Unidos
Existen en el impuesto sobre la renta de Estados Unidos numerosos créditos fiscales no reembolsables destinados a personas jurídicas (empresas o sociedades). En la mayoría de los casos, cualquier monto de estos créditos que exceda el impuesto del año actual se puede trasladar a ejercicios futuros, con limitaciones. A continuación se listan algunos de estos créditos (para obtener una lista completa, consulte la sección 38 del Código de Rentas Internas):
- Crédito para vehículos motorizados alternativos: existen varios créditos disponibles para la compra de distintos tipos de vehículos que no utilizan gasolina.[24]
- Créditos para combustibles alternativos: un crédito basado en la cantidad de producción de ciertos combustibles no derivados del petróleo.[25]
- Créditos de socorro en caso de desastre.[26]
- Créditos para emplear a personas en determinadas áreas o a quienes anteriormente recibían asistencia social o pertenecían a grupos específicos.
- Crédito por el aumento de las actividades de investigación
- Créditos específicos para el sector en el que trabaja la empresa.

Muchas jurisdicciones subfederales (estados, condados, ciudades, etc.) dentro de los EE. UU. ofrecen créditos fiscales en impuestos sobre la renta o sobre la propiedad para actividades o gastos particularesː investigación y empleo, créditos de impuestos a la propiedad (a menudo llamados reducciones), otorgados por las ciudades para construir instalaciones dentro de la ciudad, etc. Estas instalaciones a menudo se negocian entre una empresa y un organismo gubernamental (como el Ayuntamiento), y son específicas para una empresa y propiedad en particular.

#### Créditos fiscales federales para inversiones
Los créditos fiscales, si bien vienen en muchas formas, son incentivos autorizados por el Código de Rentas Internas (y algunos códigos tributarios estatales) para favorecer la aplicación de políticas públicas. El Congreso, en un esfuerzo por alentar al sector privado a proporcionar un beneficio público, permite a los contribuyentes participantes una reducción de su obligación tributaria por inversiones en proyectos que probablemente no se realizarían si no fuera por estos créditos.

#### Crédito fiscal federal para rehabilitación histórica
Es un programa de incentivos para la preservación de "edificios históricos". El Congreso instituyó un incentivo de crédito fiscal de 2 niveles bajo la Ley de Reforma Tributaria de 1986. Se dispone de un crédito del 20 % del importe de la rehabilitación de edificios históricos y de un crédito del 10 % para edificios no históricos que se pusieron en servicio por primera vez antes de 1936. Los beneficios se derivan de créditos fiscales en el año en que la propiedad se pone en servicio, flujo de caja durante 6 años y opciones de recompra en el sexto año.

#### Crédito fiscal por inversión y energía renovable (ITC)
El crédito fiscal a la inversión está permitido según el artículo 48 del Código de Rentas Internas. Este crédito fiscal a la inversión varía según el tipo de proyecto de energía renovable : solar, pilas de combustible (1 500 $ por cada0,5 kW) y minieólica (< 100 kW) son elegibles para un crédito del 30 % del costo de desarrollo, sin límite máximo de crédito; hay un crédito del 10 % para energía geotérmica, microturbinas (< 2 MW) y plantas combinadas de calor y electricidad (< 50 megavatios, MW). El ITC se genera en el momento en que la instalación calificada se pone en servicio. Los beneficios se derivan del ITC, la depreciación acelerada (todo bien, por ejemplo una central eléctrica, destinado a una actividad económica, tiene una vida útil, que para pagar impuestos se tiene en cuenta mediante la amortización; la depreciación acelerada reduce esta vida útil para favorecer fiscalmente determinadas inversiones) y el flujo de caja durante un período de 6 a 8 años. 
Aunque estaba previsto que expirara a finales de 2015, el ITC para instalaciones solares residenciales se renovó en diciembre de 2015. El crédito continuará en el 30 % durante 2018 y disminuirá lentamente hasta el 10 % en 2022. El ITC para otras tecnologías (incluida la geotérmica) se extendió por un año. Las instalaciones se considerarán elegibles para el ITC según la fecha en que comience la construcción. 

##### Crédito fiscal para la producción y energía renovable (PTC)
La Sección 45 del Código de Rentas Internas permite un crédito fiscal de 2,3 centavos/kilovatio-hora (ajustado a la inflación de 2013  ) para la producción de electricidad a partir de turbinas eólicas a gran escala, plantas de energía geotérmica, solar, hidroeléctrica, de biomasa y de energías renovables marinas e hidrocinéticas. Este incentivo, el Crédito Fiscal a la Producción de energía renovable (PTC),  fue creado bajo la Ley de Política Energética de 1992 (por un valor de 1,5 centavos/kilovatio-hora, que desde entonces se ha ajustado anualmente según la inflación). A finales de 2015, una gran mayoría en el Congreso votó  para extender el PTC para la energía eólica y solar por cinco años y 25 mil millones de dólares. Los analistas esperan 35 000 millones de dólares de inversión para cada tipo.

##### Crédito fiscal para viviendas asequibles destinadas a personas de bajos ingresos (LIHTC)
Bajo este programa, creado en la Ley de Reforma Tributaria de 1986, el Departamento del Tesoro de Estados Unidos asigna créditos fiscales a cada estado en función de su población. Estos créditos se otorgan luego a los desarrolladores que, junto con un socio de capital, desarrollan y mantienen apartamentos como unidades asequibles. Los beneficios se derivan principalmente de los créditos fiscales durante un período de 10 años.

##### Bono de Construcción de Escuelas Calificadas (QSCB)
Los QSCB son instrumentos de deuda estadounidense que se utilizan para ayudar a las escuelas a obtener préstamos a tasas nominales para la rehabilitación, reparación y equipamiento de sus instalaciones, así como para la compra de terrenos sobre los cuales se construirá una escuela pública. El titular de un QSCB recibe un crédito fiscal federal en lugar de un pago de intereses. Los créditos fiscales podrían eliminarse de los bonos del QSCB y venderse por separado. Los QSCB fueron creados por la Sección 1521 de la Ley de Recuperación y Reinversión Estadounidense de 2009. La Sección 54F del Código de Rentas Internas también aborda los QSCB.

#### Crédito fiscal para investigación y desarrollo
El Crédito por Incremento de Actividades de Investigación (Crédito Fiscal para I+D) es un crédito fiscal comercial general según la Sección 41 del Código de Rentas Internas para las empresas que incurren en costos de investigación y desarrollo (I+D) en los Estados Unidos. Para la mayoría de las empresas, este crédito equivale a entre el 7 y el 10 % de los gastos de investigación calificados cada año. Se puede utilizar para compensar impuestos sobre la renta o sobre la nómina, según la situación.

#### Crédito fiscal por oportunidad laboral
El Crédito fiscal por oportunidad laboral (WOTC por sus siglas en inglés) es un crédito fiscal federal que ofrece incentivos a los empleadores para contratar a grupos que enfrentan altas tasas de desempleo, como veteranos, jóvenes y otros. El WOTC ayuda a estos grupos específicos a obtener empleo y con ello adquirir las habilidades y la experiencia necesarias para obtener mejores oportunidades laborales en el futuro. El WOTC se basa en la cantidad de horas que trabaja un empleado y beneficia directamente al empleador.
El WOTC fue establecido por la Ley de Protección del Empleo de las Pequeñas Empresas de 1996. El WOTC reemplazó al Crédito fiscal para empleos específicos (TJTC por sus siglas en inglés), que fue creado por la Ley de Ingresos de 1978 y estuvo vigente hasta 1994. En diciembre de 2014, el WOTC se extendió retroactivamente hasta principios de 2014 mediante la Ley de Prevención del Aumento de Impuestos de 2014 (TIPA por sus siglas en inglés), PL 113–295. Esa ley autorizó el crédito sólo hasta el 31 de diciembre de 2014. Posteriormente, a través de la Ley de Protección de los Estadounidenses contra Aumentos de Impuestos de 2015 (PATH por sus siglas en inglés, que intencionadamente forman la palabra "sendero"), el Congreso modificó y extendió el WOTC hasta el 31 de diciembre de 2019.

#### Crédito Fiscal Estadounidense por Oportunidad
El Crédito fiscal estadounidense por oportunidad (AOTC por sus siglas en inglés) fue parte de la Ley de Recuperación y Reinversión Estadounidense (febrero de 2009). El AOTC reemplazó al crédito fiscal de la Beca Hope para los años fiscales 2009 y 2010, aumentando los montantes para casi todos los beneficiarios de Hope  y muchos otros estudiantes, al devolver un máximo de hasta 2 500 $ por estudiante, el 100 % de sus primeros 2 000 $ en matrícula y el 25 % de los siguientes 2 000 $. El AOTC ampliaba así el rango de ingresos sobre el cual los contribuyentes pueden reclamar el crédito y lo convertía en parcialmente reembolsable. 
Los críticos se han quejado de que la complejidad y las restricciones de elegibilidad hacen que los beneficios reales por estudiante postsecundario sean mucho menores que el máximo teórico, y de que, incluso con créditos fiscales, la educación superior sigue estando en desventaja fiscal en comparación con otras inversiones.

#### Créditos fiscales estatales
Aproximadamente 43 estados ofrecen una variedad de programas de incentivos especiales que utilizan créditos fiscales estatales. Estos incluyen créditos para reutilización de terrenos industriales (brownfield), créditos de producción cinematográfica, créditos de energía renovable, créditos de preservación histórica y otros. El monto y el plazo del crédito varían de un estado a otro. Estos créditos pueden adoptar la forma de un certificado, que puede adquirirse como activo, o la de una entidad de transferencia más tradicional. 
Los créditos fiscales generalmente se pueden utilizar para pagar el impuesto sobre las primas de las compañías de seguros, el impuesto bancario y el impuesto sobre la renta.

##### Crédito fiscal para energía residencial de Oregón (RETC)
El RETC del estado de Oregón es un crédito fiscal para sistemas solares. En 2016, la gobernadora de Oregón, Kate Brown, publicó una nueva propuesta de presupuesto que no extiende el programa RETC. En 2015, RETC otorgó 12,2 millones de dólares en créditos fiscales; en 2014, esa cantidad fue de aproximadamente 4,2 millones. Según el proyecto de presupuesto, el crédito expirará a finales de 2017. La ampliación del crédito fiscal es una máxima prioridad para la industria solar de Oregón.

## Impuesto sobre el valor añadido
Los revendedores o productores de bienes o proveedores de servicios (colectivamente, proveedores) deben recaudar el el impuesto sobre el valor añadido (IVA) en algunas jurisdicciones en el momento de la facturación o al recibir el pago de los clientes. Cuando estos proveedores utilizan bienes o servicios proporcionados por otros, es posible que les hayan pagado el IVA. La mayoría de los sistemas de IVA prescriben que si un proveedor carga (repercute) en sus operaciones de un período un IVA total V, y ha soportado un IVA total S, la cantidad que debe ingresar en Hacienda no es V, sino V-S. Generalmente esto no se considera un crédito fiscal.

## Crédito fiscal extranjero
Los sistemas de impuesto sobre la renta que cargan impuestos a los residentes en un país sobre sus ingresos en otros países tienden a otorgar un crédito fiscal extranjero por los impuestos sobre la renta extranjeros pagados sobre los mismos ingresos (para evitar así la doble imposición). Este crédito a menudo está limitado en función del monto de ingresos obtenidos en el extranjero. El crédito podrá otorgarse conforme a la legislación nacional o a un convenio de doble imposición internacional. Este crédito fiscal generalmente se otorga tanto a personas físicas como jurídicas y no suele ser reembolsable.

## Créditos para bases imponibles alternativas
Varios sistemas tributarios imponen un impuesto regular sobre la renta y, cuando es más alto, un impuesto alternativo. Estados Unidos impone un impuesto mínimo alternativo basado en una medida alternativa de ingreso imponible. México impone un IETU basado en una medida alternativa de ingreso gravable. Italia impone un impuesto alternativo basado en el patrimonio. En cada caso, cuando el impuesto alternativo es más alto que el impuesto regular, se permite un crédito contra el impuesto regular futuro por el exceso. El crédito suele limitarse de manera que se evite la circularidad en el cálculo.